# Bologna Football Club 1909
O Bologna Football Club 1909, normalmente em português Bolonha, é um clube de futebol italiano, da cidade de Bolonha, fundado em 3 de outubro de 1909. 
É um dos clubes italianos mais bem sucedidos em todos os tempos, porém ultimamente viu sua imagem declinar em relações aos outros clubes que enriqueceram cada vez mais no Século XXI e tem condições de formarem elencos mais competitivos. 
Ao longo da sua história, o Bologna acumulou conquistas importantes, com sete scudettos de campeão italiano, sendo o sexto clube mais vitorioso no Campeonato Italiano, além de ostentar três conquistas da Coppa Itália.
O Bologna manda seus jogos no Estádio Renato Dall'Ara, municipal, uma arena multiuso. A praça esportiva foi construída em 1927 e tem capacidade para acomodar 38.279 pessoas.

## História
O Bologna Football Club completou cem anos de vida em 2009, tendo sido fundado na cidade italiana homônima, em 3 de outubro de 1909. Com uniforme listrado nas cores vermelho e azul, o clube recebeu o apelido de Rossoblù.
O austríaco Emilio Arnstein foi o responsável pela criação do Bologna. Ele apaixonou-se pelo futebol na Universidade de Praga, e levou a ideia de criação de clube quando soube que na Piazza d'armi dez estudantes praticavam o esporte.

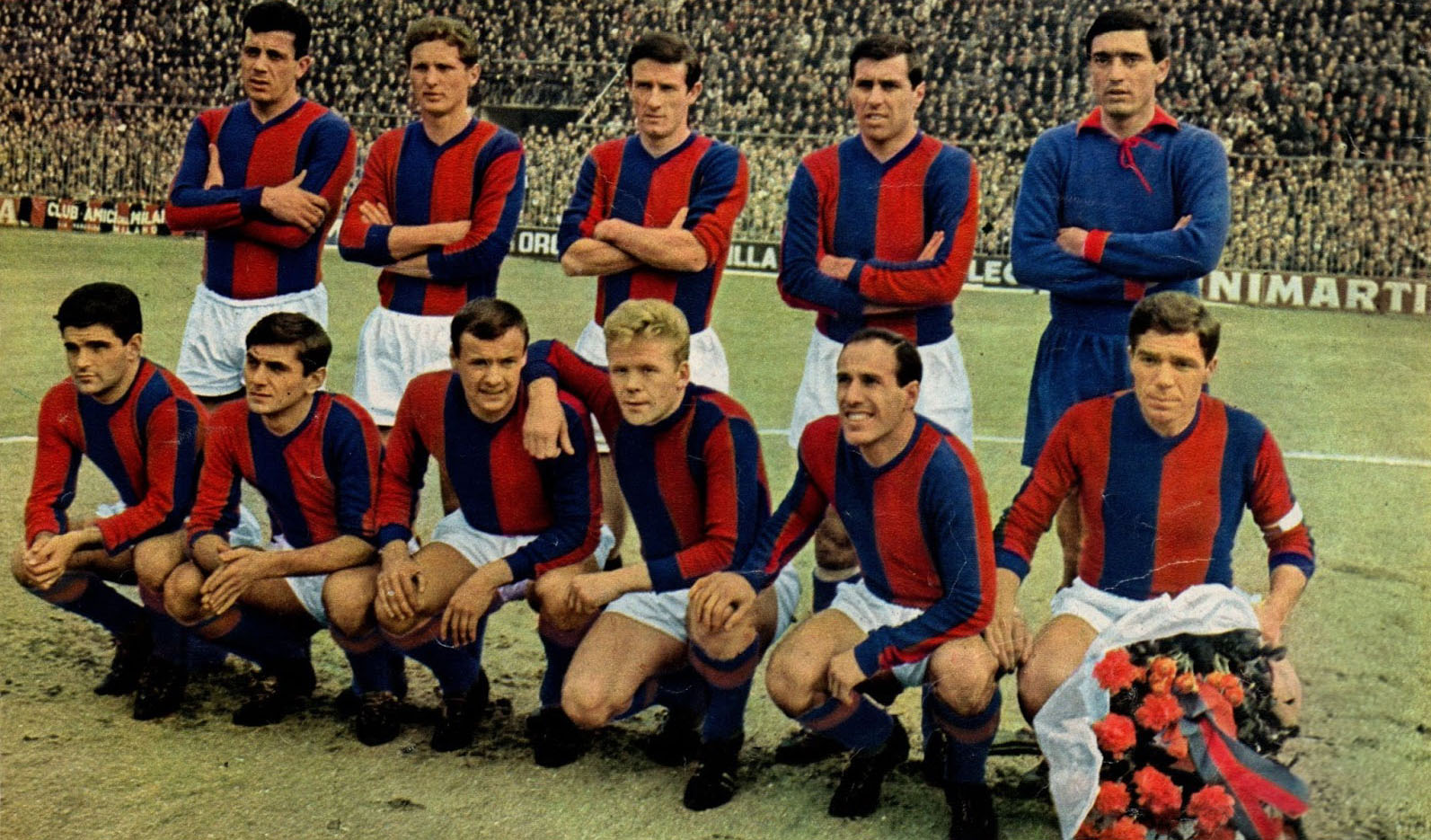
Bologna 1963–64

A estreia no gramado ocorreu um ano após a sua fundação, goleando o time do Virtus, por 9 a 1. 
A escalação desse primeiro jogo foi a seguinte: Koch, Chiara, Pessarelli, Bragaglia, Guido Della Valle, Nanni, Donati, Rauch, Bernabeu (irmão de Santiago, fundador do Real Madrid), Mezzano e Gradi.
O primeiro Scudetto do time italiano veio no ano de 1924/1925 ao bater a poderosa Roma por 6 a 0. 
Algumas temporadas depois, mais precisamente em 1928/1929, o clube repetiria o feito e conquistaria a Liga Italiana pela segunda vez. 
Antes da Segunda Guerra Mundial, já havia vencido o campeonato nacional seis vezes, construindo a sua imagem de clube vencedor.
A década de 70 foi a última em que realmente o clube do nordeste da Itália obteve conquistas importantes. Em 1970 e 1974 foi campeão da Copa da Itália, em uma emocionante vitória frente ao Palermo, nos pênaltis.
Após esses sucessos, o Bologna não manteve o mesmo nível e chegou a ser rebaixado para a Serie B e depois para a Serie C. 
Porém, na temporada 2012-13 os rossoblùs se recuperaram e terminaram na segunda colocação da Serie B, com 84 pontos, um a menos que o campeão Chievo Verona, voltando assim à primeira divisão do futebol italiano, mas na temporada seguinte, um novo rebaixamento à Serie B.

## Sedes e estádios

### Renato Dall'Ara
O Estádio Renato Dall'Ara é um estádio localizado em Bologna, na Itália. É a casa do Bologna. 
Inaugurado em 29 de maio de 1927 como Stadio Littoriale num amistoso entre Itália e Espanha (2 a 0 para os donos-da-casa), com capacidade para 50.000 torcedores (atualmente pode receber 38.279 torcedores) e com uma pista de atletismo em volta do campo. 
Em 1983 o estádio foi rebatizado em homenagem a falecido Presidente do Bologna, Renato Dall'Ara.

## Títulos
| CONTINENTAIS | CONTINENTAIS                  | CONTINENTAIS | CONTINENTAIS                                                   |
|              | Competição                    | Títulos      | Temporadas                                                     |
| ------------ | ----------------------------- | ------------ | -------------------------------------------------------------- |
|              | Copa Intertoto da UEFA        | 1            | 1998                                                           |
|              | Copa Mitropa*                 | 3            | 1932, 1934 e 1961                                              |
| NACIONAIS    |                               |              |                                                                |
|              | Competição                    | Títulos      | Temporadas                                                     |
|              | Campeonato Italiano           | 7            | 1924-25, 1928-29, 1935-36, 1936-37, 1938-39, 1940-41 e 1963-64 |
|              | Copa da Itália                | 3            | 1969-70, 1973-74 e 2024-25                                     |
|              | Campeonato Italiano - Série B | 2            | 1987-88 e 1995-96                                              |
|              | Campeonato Italiano - Série C | 1            | 1994-95                                                        |

| Outras conquistas no futebol | Outras conquistas no futebol                                  | Outras conquistas no futebol | Outras conquistas no futebol |
|                              | Competição                                                    | Títulos                      | Temporadas                   |
| ---------------------------- | ------------------------------------------------------------- | ---------------------------- | ---------------------------- |
|                              | Torneio Internacional da Exposição Universal de Paris de 1937 | 1                            | 1937                         |
|                              | Copa da Liga Anglo-Italiana                                   | 1                            | 1970                         |

- Torneio originalmente organizado por um comitê liderado por Hugo Meisl e as federações nacionais participantes.[1][2].

## Elenco
- Atualizado em 30 de julho de 2025.[3]

Legenda
- : Capitão

## Uniformes

### Uniformes atuais
- 1º - Camisa listras em azuis-marinho e vermelho, calção branco e meias azuis-marinho;
- 2º - Camisa branca, calção azul-marinho e meias brancas;
- 3º - Camisa cinza, calção e meias cinzas.

| Primeiro Uniforme | Segundo Uniforme | Terceiro Uniforme |  |

### Uniformes anteriores
- 2011-12

| Primeiro | Segundo | Terceiro |  |

- 2010-11

| Primeiro | Segundo | Terceiro |  |

- 2009-10

| Primeiro | Segundo | Terceiro |

- 2008-09

| Primeiro | Segundo | Terceiro |